# Montebello della Battaglia
Montebello della Battaglia (lombardul: Mumbèl) település Olaszországban, Lombardia régióban, Pavia megyében. Lakosainak száma 1440 fő (2023. január 1.). Montebello della Battaglia Borgo Priolo, Codevilla, Lungavilla, Verretto, Casteggio, Torrazza Coste és Voghera községekkel határos.

## Népesség
A település lakossága az elmúlt években az alábbi módon változott:
| Lakosok száma | 1582 | 1596 | 1440 |
|               | 2017 | 2018 | 2023 |